# Santos Dumont
Pour les articles homonymes, voir Santos Dumont (homonymie).
Santos Dumont est une municipalité du Brésil dans l'État du Minas Gerais.
Elle s’appelait Palmira au XIXe siècle, avant d’être rebaptisée en hommage au pionnier de l’aviation Alberto Santos Dumont.